# 金堯如新聞自由獎
「金堯如新聞自由獎」，於2009年5月21日宣布成立，是金堯如紀念基金所設立的獎項，基金每年撥款1萬元，以獎勵為維護香港新聞自由作出貢獻的新聞從業員，基金由《文匯報》前已故總編輯金堯如當年一起共事的李子誦、程翔與劉銳紹等出任管理委員。該基金呼籲新聞工作者秉承金堯如等人的理念，本著對事實、社會責任、良知的態度來做新聞工作，推崇愛國民主思想的精神，及共同維護香港新聞自由。

## 背景
1989年中國民運期間，即「六四事件」爆發前，中共於5月20日宣佈戒嚴，當時的金堯如正在被視為“中共在香港的黨報”的《文匯報》任職副總編輯，但他與社長李子誦、記者程翔等人，未有依循中共的意旨報道，在翌日（5月21日）的文匯報社論中竟然只寫上「痛心疾首」四個大字，以表對中共的實施戒嚴不滿。有評論認為《文匯報》的帶頭「造反」亦間接帶動了中間立場報紙，一致譴責中共。1989年6月4日，中共以武力鎮壓民運，「六四事件」後中共秋後算賬，金堯如等人只好先後離開文匯報，金後來退出中國共產黨，與中共決裂，並移民美國，晚年的他仍經常發表評論文章，抨擊中共及呼籲當局推行政治改革，至2004年1月18日，金堯如在美國洛杉磯病逝，享年82歲。
由於1989年5月21日是香港《文匯報》刊出「痛心疾首」社論的日子。2009年5月21日，香港一班資深新聞工作者特於「痛心疾首」社論發表二十周年宣布成立金堯如新聞基金，基金管理委員會宣布設立「金堯如新聞自由獎」，鼓勵同業促進香港新聞自由和追求卓越，第一屆金堯如新聞自由獎也選擇在這一天舉行頒獎儀式。
為了鼓勵更多新聞同業的參與，基金會決定從2011年開始會增設電臺組，連同已有的電視組和印刷傳媒組，合共三個組別。